# Лукич, Антонио
Антонио Лукич (укр. Антоніо Лукіч; род. 1992, Ужгород, Закарпатская область) — украинский теле- и кинорежиссёр, сценарист.

## Биография
Антонио родился в 1992 году в Ужгороде. Его отец, выходец из Югославии (откуда необычная фамилия будущего режиссёра), оставил семью, когда Антонио был еще маленьким (эти детали нашли своё отражение в фильме «Люксембург, Люксембург»).
В 2011—2015 годах учился в Киевском национальном университете имени Карпенко-Карого (КНУТКТ) и получил диплом бакалавра по специальности «режиссёр» (мастерская Владимира Оселедчика).
Первый фильм Антонио Лукича «Рыбы озера Байкал», вышедший в 2014 году, получил награду за лучший документальный фильм на международном фестивале CineRail в Париже.
2016 Антонио Лукич принял участие в конкурсе короткометражных фильмов «Украина. Путь к миру», где занял третье место. За это получил денежное вознаграждение в размере 50 тысяч гривен, которые положил на депозит в банк. За эти деньги он жил какое-то время, пока писал сценарий, оставив работу. Сам Антонио признается, что тысячу гривен от проката за участие в альманасе короткометражек потратил на нижнее бельё:
Планировал их как-то символически израсходовать, первые прокатные деньги все-таки. Но наконец-то купил себе три пары трусов по акции, а остаток поставил на то, что Венус Уильямс забьет первую подачу. Проиграл
Летом 2019 на Международном кинофестивале в Карловых Варах, где получил Специальную премию жюри, на больших экранах был показан полнометражный дебют Антонио — комедия «Мои мысли тихие». В украинский кинопрокат фильм вышел 16 января 2020 года.
После работы на телевидении (сериал «Секс, инста, экзамены») на Венецианском кинофестивале в сентябре 2022 года был представлен следующий кинофильм Лукича — «Люксембург, Люксембург». По сожету, два брата-близнеца (в исполнении Амиля и Рамиля Насировых из известной своим юмором и сельско-слобожанским колоритом группы «Курган і Agregat») отправляются в Люксембург, на поиски родного отца, который бросил их ещё в детстве.

## Фильмография

### Студенческие фильмы
- «Чи легко бути молодим?» / «Легко ли быть молодым?» (6 мин., док., 2011)[4]
- «Привіт, сестро!» / «Привет, сестра!» (16 мин., игровой, 2012)
- «Риби озера Байкал» / «Рыбы озера Байкал» (22 мин., док., 2013)
- «Хто підставив Кіма Кузіна?» / «Кто подставил Кима Кузина» (26 мин., мок., 2014)
- «У Манчестері йшов дощ» / «В Манчестере шел дождь» (2015)[5]

### Большое кино
| Год  | Фильм                  | Выступал в роли: | Выступал в роли: | Выступал в роли: | Тип                  |
| Год  | Фильм                  | Режиссера        | Сценариста       | Актера           | Тип                  |
| ---- | ---------------------- | ---------------- | ---------------- | ---------------- | -------------------- |
| 2019 | Мои мысли тихие        | Да               | Да               | камео            | Полнометражный фильм |
| 2019 | Короли палат           | Да               |                  |                  | Телесериал           |
| 2020 | Секс, инста, экзамены  | Да               |                  | камео            | Вебсериал            |
| 2022 | Люксембург, Люксембург | Да               | Да               | н/д              | Полнометражный фильм |

## Награды и номинации
| Список нагород та номінацій                | Список нагород та номінацій | Список нагород та номінацій         | Список нагород та номінацій | Список нагород та номінацій | Список нагород та номінацій |
| Нагороди                                   | Рік                         | Категорія                           | Номінована робота           | Результат                   | Джерело                     |
| ------------------------------------------ | --------------------------- | ----------------------------------- | --------------------------- | --------------------------- | --------------------------- |
| Международный кинофестиваль в Санта-Монике | 2021                        | Лучший международный игровой фильм  | Мої думки тихі              | Победа                      | [ 6 ] [ 7 ]                 |
| Золота дзиґа                               | 2020                        | Лучший фильм                        | Мої думки тихі              | Победа                      | [ 8 ] [ 9 ]                 |
| Золота дзиґа                               | 2020                        | Лучшая режиссура                    | Мої думки тихі              | Номинация                   | [ 8 ] [ 9 ]                 |
| Золота дзиґа                               | 2020                        | Лучшему сценаристу                  | Мої думки тихі              | Победа                      | [ 8 ] [ 9 ]                 |
| Золота дзиґа                               | 2020                        | Открытие года                       | Мої думки тихі              | Победа                      | [ 8 ] [ 9 ]                 |
| Премия от «Украинской правды»              | 2020                        | Художник года                       | Мої думки тихі              | Победа                      | [ 10 ]                      |
| Кіноколо                                   | 2019                        | Открытие года                       | Мої думки тихі              | Победа                      | [ 11 ] [ 12 ]               |
| Кіноколо                                   | 2019                        | Лучшая режиссура                    | Мої думки тихі              | Номинация                   | [ 11 ] [ 12 ]               |
| Кіноколо                                   | 2019                        | Лучший полнометражный игровой фильм | Мої думки тихі              | Номинация                   | [ 11 ] [ 12 ]               |